# Ante Jazić
Ante Jazić (Bedford (Canadá), 26 de fevereiro de 1976) é um ex-futebolista canadense. Jazić se aposentou do futebol em 2012.